# Budynek Prezydium Dzielnicowej Rady Narodowej Stare Miasto w Poznaniu
Budynek Prezydium Dzielnicowej Rady Narodowej Stare Miasto – gmach użyteczności publicznej, zlokalizowany w Poznaniu przy ul. Libelta 16/20.
Obiekt powstał w latach 1950-1952, kiedy to w architekturze polskiej dominował socrealizm, a mimo to wyróżnia się stylistyką modernistyczną, co było wyjątkowe w przypadku realizacji budynków władz państwowych, czy samorządowych. Projektantami byli Stanisław Pogórski i Tadeusz Płończak. Prostą bryłę budynku rozbili grą horyzontalnych i wertykalnych partii okien i luksfer, a także bardzo charakterystycznych osłon przeciwsłonecznych. Przed gmachem zaaranżowano niewielki skwer, dzięki cofnięciu elewacji od ulicy.
Obecnie w budynku mieszczą się różne agendy Urzędu Miasta. Po drugiej stronie ul. Kościuszki stoją dwa zespoły mieszkaniowe: domy profesorskie i zespół urzędniczy.